# 業務独占資格
業務独占資格（ぎょうむどくせんしかく、occupational licensing）とは、国家資格の分類の一つ。その資格を有する者でなければ携わることを禁じられている業務を、独占的に行うことができる資格をいう。資格にはそのほかに必置資格（設置義務資格）、名称独占資格があるが、業務独占資格のなかにはこれらの性質を併せ持つものがある。
本項目では特にことわりのない限り、日本法における業務独占資格について解説する。

## 概要
資格制度は、安全や衛生の確保、取引の適正化などの実現のため、国などが一定の業務に従事するうえで必要とされる専門的知識、経験、技能などに関する基準を満たしていると判定した者について、当該業務への従事、法令で定める管理監督者への就任などを認めるものである。その中でも特に、その資格を有する者でなければ一定の業務活動に従事することができないものを「業務独占資格」と呼ぶ。業務独占資格の根拠となる法令には、業務独占規定として「その資格がなければその業務（行為）を行ってはならない」旨が明記されている。法律によって一定の社会的地位が保証されているため、資格の中でも社会からの信頼性が高いとされる。
業務独占資格の多くには、その資格の保有者以外がその名称を名乗ることを認めない名称独占規定が定められている。また、無線従事者や麻薬取扱者のように、必置資格（設置義務資格）としての性質を併せ持つものがある。

### 「業務」の定義
「業務」の定義はその資格や業種によって異なるが、おおむね (1)反復継続性 (2)事業的規模 の2点を満たし、さらに (3)報酬を得ること を加える場合がある。
反復継続性は、「反復継続の意思をもって」行うことを示し、実際には反復継続して（複数回）行っていなくても「業」に該当する。事業的規模については、すべての資格に対して明確な解釈があるわけではないが、おおむね「（他者からの求めに応じて）不特定多数人を対象とする」ことを要件とすることが一般的である。つまり、業務独占資格の「業務」は、「反復継続する意思を持って不特定多数人を対象とすること」と言い換えることができる。

## 規制緩和
業務独占資格を含めた免許制度は、新規事業者の参入障壁となりうるため、世論から規制緩和が求められ、規制緩和政策によって縮小する傾向にある。一般的に、政府が許可・認可制度を持つ産業は、安全や衛生の確保や取引の適正化などの実現などのメリットがある一方、その制度そのものが参入障壁となり、これによって既存事業者の利益が守られるという効果がある。

### 米国での批判
アメリカ合衆国の研究では、免許の付与によって賃金が約15パーセント上昇していることが示唆されている。
アメリカ合衆国には同一の州内のみで有効な業務独占資格があり、これらの職種では、全米で有効な資格の職種や資格を必要としないほかの職種と比較し、州間の移住率が低いことが示されており、業務独占資格の増加は移住・転職の減少原因となりうることが示唆されている。経済学者ミルトン・フリードマンは、職業免許制度は生産者を保護するためのギルド制度であると批判している。

### 日本の行政改革
日本においては、1998年（平成10年）1月に行政改革推進本部に設置された規制緩和委員会（後に規制改革委員会へ名称変更）によって、「公的な業務独占資格について資格要件や業務範囲等の在り方を含めた見直し」が行われた。
当該見直しにおいては、業務独占資格が特定市場への参入障壁として機能しており、その競争制限性により弊害を生じる可能性が指摘された。
2002年（平成14年）には、規制改革推進３か年計画（改定）（平成14年3月29日閣議決定）において、業務独占資格について、資格の廃止、相互乗り入れ、業務範囲の見直し、報酬規定の廃止、試験合格者数の見直し等を推進することにより、各種業務分野における競争の活性化を通じたサービス内容の向上、価格の低廉化、国民生活の利便向上等を図ることが基本方針として定められた。
具体的には、以下のような18項目について再検討が行われた。
| (1) 業務範囲が余りに細分化されている資格については、業務範囲の見直し、資格間の相互乗り入れを検討する。また、業務独占資格者の業務のうち隣接職種の資格者にも取り扱わせることが適当なものについては、資格制度の垣根を低くするため、他の職種の参入を認めることを検討する。 (2) 以下の資格については、廃止を含めその在り方を検討する。 ・資格者以外でも実施可能な専門性の低いもの ・資格取得に当たって、試験合格等の特段の要件を必要としないもの ・試験合格率又は講習終了率が極めて高いもの ・社会的使命が終了したこと等により、年間の資格取得者数が少ないもの ・資格取得の要件が試験合格を原則としているにもかかわらず、資格取得者のほとんどが試験合格以外の特例による取得者であるもの ・類似資格が民間資格において存在するもの (3) 法律上資格試験を行うこととされている資格については、試験を実施する。 (4) 明確で合理的な理由のない受験資格要件については、その廃止を検討する。 (5) 受験前の実務経験、試験合格後の修習・講習等の義務付けについては、合理的な理由なくして参入規制として機能しないようその在り方を見直す。 (6) 障害等を理由とする欠格事由については、その合理性について検討し、所要の措置を講ずる。 (7) 受験資格及び資格取得に係る特例措置の認定基準については、明文化・公表を進める。 (8) 合格人数制限を行っているものについては、参入規制とならないよう、これを見直す。 (9) 関連・類似資格等については、統合又は試験・講習科目の共通化・免除若しくは履修科目の免除を進めることについて検討する。 (10) 合否判定基準、配点、模範回答等の公表、不合格者に対する成績通知を行うほか、合格発表を迅速化する。 (11) 例えば以下の方法を採用することにより、資格取得の容易化を検討する。 ・合格科目の積み上げ方式による合格方式の推進・再受験における既合格科目の免除制度の推進 ・試験問題の公表 ・持ち帰りの推進 (12) 受験料の積算根拠を精査する。 (13) 公正有効な競争の確保等の観点から、登録・入会制度の在り方について検討する。 (14) 公正有効な競争の確保や合理性の観点から、報酬規定の在り方を見直す。 (15) 公正有効な競争の確保や合理性の観点から、広告規制の在り方を見直す。 (16) 有効期間・定期講習の義務付けの合理性について検討する。 (17) 資格者に対する利用者の複雑多様かつ高度なニーズにこたえるとともに、資格者による継続的かつ安定的な業務提供や賠償責任能力の強化などの観点から、必要に応じて資格者の法人制度の創設を検討する。 (18) 経済社会の複雑多様化、国際化に適切に対応するため、専門性をいかした高度なサービスが提供されるよう、必要な場合、資格者数の増大を図る。 |

これらの方針に先立ち、行政書士では2000年（平成12年）に受験資格が廃止されている。2002年には（平成14年）司法書士で、2003年（平成15年）には弁理士で、2005年には土地家屋調査士で業務範囲が拡大され、それぞれ簡裁訴訟代理等関係業務、特定侵害訴訟代理業務、民間紛争解決手続代理関係業務などの、従来は弁護士にのみ認められていた業務の一部が解禁された。
通訳案内士は、従来は業務独占資格として位置づけられていたが、2018年（平成29年）からは通訳案内士法から業務独占規定が削除され、資格名称が「全国通訳案内士」と「地域通訳案内士」に改められ、単なる名称独占資格となった。
従来は、成年被後見人、被保佐人などの制限行為能力者は、弁護士や医師などの一部の業務独占資格において、一律で免許の取得ができなかった（絶対的欠格事由）。2019年（令和元年）に成年被後見人等の人権尊重・不当な差別防止を目的として、「成年被後見人等の権利の制限に係る措置の適正化等を図るための関係法律の整備に関する法律」が施行された。これによって、弁護士法や医師法から欠格条項削除が削除され、併せて個別に適格性を審査する規定が設けられた。

## 分類
業務独占資格は、有償業務独占資格と無償業務独占資格の2種類に分類することができる。

### 有償業務独占資格
報酬を得る業務（有償業務）のみが独占となるものを有償業務独占資格という。弁護士、弁理士、公認会計士、行政書士が代表的である。
これらの資格では、根拠となる法律の業務独占規定に「資格のない者は報酬を得て業とする（業務を行う）ことができない」と明記されている。

### 無償業務独占資格
有償での業務に加えて無償での業務も独占となるものを無償業務独占資格という。税理士、司法書士、医師、歯科医師、建築士等が代表的である。
これらの資格では、業務独占規定に「資格のない者は業とする（業務を行う）ことができない」と明記されている。

## 業務独占資格の一覧
根拠法の管轄省庁・団体別に業務独占資格を以下に列挙する。

### 内閣府

#### 金融庁
| 資格名         | 根拠となる法律 | 業務独占規定 | 名称独占規定 | 必置規定 |
| -------------- | -------------- | ------------ | ------------ | -------- |
| 公認会計士     | 公認会計士法   | 第47条の2    | 第48条       | -        |
| 外国公認会計士 | 公認会計士法   | 第47条の2    | 第48条       | -        |
| 外務員         | 金融商品取引法 | 第64条第2項  | -            | -        |

#### 国家公安委員会
| 資格名           | 根拠となる法律 | 業務独占規定 | 名称独占規定 | 必置規定 |
| ---------------- | -------------- | ------------ | ------------ | -------- |
| 自動車等運転免許 | 道路交通法     | 第64条       | -            | -        |

### 総務省
| 資格名             | 根拠となる法律 | 業務独占規定 | 名称独占規定 | 必置規定    |
| ------------------ | -------------- | ------------ | ------------ | ----------- |
| 行政書士           | 行政書士法     | 第19条       | 第19条の2    | -           |
| 総合無線通信士     | 電波法         | 第39条       | -            | 第39条第3項 |
| 海上無線通信士     | 電波法         | 第39条       | -            | 第39条第3項 |
| 海上特殊無線技士   | 電波法         | 第39条       | -            | 第39条第3項 |
| 航空無線通信士     | 電波法         | 第39条       | -            | 第39条第3項 |
| 航空特殊無線技士   | 電波法         | 第39条       | -            | 第39条第3項 |
| 陸上無線技術士     | 電波法         | 第39条       | -            | 第39条第3項 |
| 陸上特殊無線技士   | 電波法         | 第39条       | -            | 第39条第3項 |
| アマチュア無線技士 | 電波法         | 第39条       | -            | -           |

### 法務省
| 資格名           | 根拠となる法律                                     | 業務独占規定 | 名称独占規定 | 必置規定 |
| ---------------- | -------------------------------------------------- | ------------ | ------------ | -------- |
| 弁護士           | 弁護士法                                           | 第72条       | 第74条       | -        |
| 外国法事務弁護士 | 外国弁護士による法律事務の取扱いに関する特別措置法 | 第6条第2項   | 第61条       | -        |
| 司法書士         | 司法書士法                                         | 第73条第1項  | 第73条第3項  | -        |
| 土地家屋調査士   | 土地家屋調査士法                                   | 第68条第1項  | 第68条第3項  | -        |

### 財務省
| 資格名 | 根拠となる法律 | 業務独占規定 | 名称独占規定 | 必置規定 |
| ------ | -------------- | ------------ | ------------ | -------- |
| 税理士 | 税理士法       | 第52条       | 第53条       | -        |
| 通関士 | 通関業法       | 第14条       | 第40条第2項  | 第13条   |

### 文部科学省
| 資格名   | 根拠となる法律 | 業務独占規定 | 名称独占規定 | 必置規定   |
| -------- | -------------- | ------------ | ------------ | ---------- |
| 教育職員 | 教育職員免許法 | 第3条        | -            | 第3条第2項 |

### 厚生労働省
| 資格名                             | 根拠となる法律                                         | 業務独占規定        | 名称独占規定 | 必置規定     |
| ---------------------------------- | ------------------------------------------------------ | ------------------- | ------------ | ------------ |
| 医師                               | 医師法                                                 | 第17条              | 第18条       | 医療法第10条 |
| 精神保健指定医                     | 精神保健福祉法                                         | 第19条の4           | -            | 第19条の5    |
| 母体保護法指定医師                 | 母体保護法                                             | 第14条、刑法第213条 | -            | -            |
| 歯科医師                           | 歯科医師法                                             | 第17条              | 第18条       | 医療法第10条 |
| 薬剤師                             | 薬剤師法                                               | 第19条              | 第20条       | 医療法第18条 |
| 麻薬取扱者                         | 麻薬及び向精神薬取締法                                 | 第26条～第28条      | -            | 第33条       |
| 助産師                             | 保健師助産師看護師法                                   | 第30条              | 第42条の3    | 医療法第11条 |
| 看護師                             | 保健師助産師看護師法                                   | 第31条              | 第42条の3    | -            |
| 准看護師                           | 保健師助産師看護師法                                   | 第32条              | 第42条の3    | -            |
| 診療放射線技師                     | 診療放射線技師法                                       | 第24条              | 第25条       | -            |
| 理学療法士                         | 理学療法士及び作業療法士法                             | （第15条）          | 第17条       | -            |
| 作業療法士                         | 理学療法士及び作業療法士法                             | （第15条）          | 第17条       | -            |
| 臨床検査技師                       | 臨床検査技師等に関する法律                             | （第20条の2）       | 第20条       | -            |
| 視能訓練士                         | 視能訓練士法                                           | （第17条第2項）     | 第20条       | -            |
| 臨床工学技士                       | 臨床工学技士法                                         | （第37条）          | 第41条       | -            |
| 義肢装具士                         | 義肢装具士法                                           | （第37条）          | 第41条       | -            |
| 救急救命士                         | 救急救命士法                                           | （第43条）          | 第48条       | -            |
| 介護福祉士                         | 社会福祉士及び介護福祉士法                             | （第48条の2）       | 第48条       | -            |
| 介護職員等の認定特定行為業務従事者 | 社会福祉士及び介護福祉士法                             | （附則第10条）      | -            | -            |
| 歯科衛生士                         | 歯科衛生士法                                           | 第13条              | 第13条7      | -            |
| 歯科技工士                         | 歯科技工士法                                           | 第1条               |              |              |
| あん摩マツサージ指圧師             | あん摩マツサージ指圧師、はり師、きゆう師等に関する法律 | 第1条               | -            | -            |
| はり師                             | あん摩マツサージ指圧師、はり師、きゆう師等に関する法律 | 第1条               | -            | -            |
| きゆう師                           | あん摩マツサージ指圧師、はり師、きゆう師等に関する法律 | 第1条               | -            | -            |
| 柔道整復師                         | 柔道整復師法                                           | 第15条              | -            | -            |
| 理容師                             | 理容師法                                               | 第6条               | -            | 第11条の4    |
| 美容師                             | 美容師法                                               | 第6条               | -            | 第12条の3    |
| 社会保険労務士                     | 社会保険労務士法                                       | 第27条              | 第26条       | -            |
| 職業訓練指導員                     | 職業能力開発促進法                                     | 第28条              | -            | -            |
| 労働安全衛生法による免許           | 労働安全衛生法                                         | 第61条第2項         | -            | 第61条第1項  |
| 労働安全衛生法による技能講習修了者 | 労働安全衛生法                                         | 第61条第2項         | -            | 第61条第1項  |
| 労働安全衛生法による特別教育修了者 | 労働安全衛生法                                         | 第59条第3項         | -            | -            |

### 農林水産省
| 資格名         | 根拠となる法律   | 業務独占規定 | 名称独占規定 | 必置規定      |
| -------------- | ---------------- | ------------ | ------------ | ------------- |
| 獣医師         | 獣医師法         | 第17条       | 第2条        | 獣医療法第5条 |
| 愛玩動物看護師 | 愛玩動物看護師法 | 第40条       | 第42条       | -             |
| 家畜人工授精師 | 家畜改良増殖法   | 第11条       | 第21条       | -             |
| 調教師         | 競馬法           | 第16条       | -            | -             |
| 騎手           | 競馬法           | 第16条       | -            | -             |
| 土地改良換地士 | 土地改良法       | 第52条第4項  | -            | -             |

### 経済産業省
| 資格名               | 根拠となる法律                                       | 業務独占規定 | 名称独占規定 | 必置規定    |
| -------------------- | ---------------------------------------------------- | ------------ | ------------ | ----------- |
| 弁理士               | 弁理士法                                             | 第75条       | 第76条       | -           |
| 計量士               | 計量法                                               | 第19条第2項  | 第124条      | -           |
| 液化石油ガス設備士   | 液化石油ガスの保安の確保及び取引の適正化に関する法律 | 第38条の7    | -            | -           |
| 電気工事士           | 電気工事士法                                         | 第3条第1-2項 | -            | -           |
| 特種電気工事資格者   | 電気工事士法                                         | 第3条第3項   | -            | -           |
| 認定電気工事従事者   | 電気工事士法                                         | 第3条第4項   | -            | -           |
| 火薬類製造保安責任者 | 火薬類取締法                                         | 第30条第1項  | -            | -           |
| 火薬類取扱保安責任者 | 火薬類取締法                                         | 第30条第2項  | -            | -           |
| 危険物取扱者         | 消防法                                               | 第13条第3項  | -            | 第13条第1項 |
| 消防設備士           | 消防法                                               | 第17条の5    | -            | -           |
| 消防設備点検資格者   | 消防法                                               | 第17条の3の3 | -            | -           |

### 国土交通省
| 資格名                   | 根拠となる法令                                         | 業務独占規定              | 名称独占規定 | 必置規定   |
| ------------------------ | ------------------------------------------------------ | ------------------------- | ------------ | ---------- |
| 建築士                   | 建築士法                                               | 第3条、第3条の2、第3条の3 | 第34条       | 第24条     |
| 特定建築物調査員         | 建築基準法                                             | 第12条第1-2項             | -            | -          |
| 建築設備等検査員         | 建築基準法                                             | 第12条第3項               | -            | -          |
| 水先人                   | 水先法                                                 | 第37条                    | -            | -          |
| 不動産鑑定士             | 不動産の鑑定評価に関する法律                           | 第36条                    | 第51条       | 第35条     |
| 海事代理士               | 海事代理士法                                           | 第17条第1項               | 第17条第2項  | -          |
| 海事補佐人               | 海難審判法                                             | 第21条                    | -            | -          |
| 測量士                   | 測量法                                                 | 第48条                    | -            | 第55条の13 |
| 定期運送用操縦士         | 航空法                                                 | 第28条                    | -            | -          |
| 事業用操縦士             | 航空法                                                 | 第28条                    | -            | -          |
| 自家用操縦士             | 航空法                                                 | 第28条                    | -            | -          |
| 准定期運送用操縦士       | 航空法                                                 | 第28条                    | -            | -          |
| 航空士                   | 航空法                                                 | 第28条                    | -            | -          |
| 航空機関士               | 航空法                                                 | 第28条                    | -            | -          |
| 航空通信士               | 航空法                                                 | 第28条                    | -            | -          |
| 航空整備士               | 航空法                                                 | 第28条                    | -            | -          |
| 航空運航整備士           | 航空法                                                 | 第28条                    | -            | -          |
| 航空工場整備士           | 航空法                                                 | 第28条                    | -            | -          |
| 無人航空機操縦者         | 航空法                                                 | 第132条の85               | -            | -          |
| 海技士                   | 船舶職員及び小型船舶操縦者法                           | 第21条                    | -            | -          |
| 小型船舶操縦士           | 船舶職員及び小型船舶操縦者法                           | 第23条の33                | -            | -          |
| 船舶に乗り組む衛生管理者 | 船員法 / 改正STCW条約                                  | 条約第6章第4規則          | 第82条の2    | -          |
| 動力車操縦者             | 鉄道営業法 / 軌道法 / 動力車操縦者運転免許に関する省令 | 省令第3条                 | -            | -          |
| 宅地建物取引士           | 宅地建物取引業法                                       | 第35条、第37条            | -            | 第31条の3  |

### 環境省
| 資格名   | 根拠となる法律 | 業務独占規定 | 名称独占規定 | 必置規定 |
| -------- | -------------- | ------------ | ------------ | -------- |
| 狩猟免許 | 鳥獣保護管理法 | 第39条       | -            | -        |

### 都道府県
| 資格名     | 根拠となる法令 | 業務独占規定           |
| ---------- | -------------- | ---------------------- |
| ふぐ調理師 | ふぐ条例       | 各都道府県により異なる |